# Barbus viviparus
Barbus viviparus är en fiskart som beskrevs av Weber, 1897. Barbus viviparus ingår i släktet Barbus och familjen karpfiskar. IUCN kategoriserar arten globalt som livskraftig. Inga underarter finns listade.

## Bildgalleri

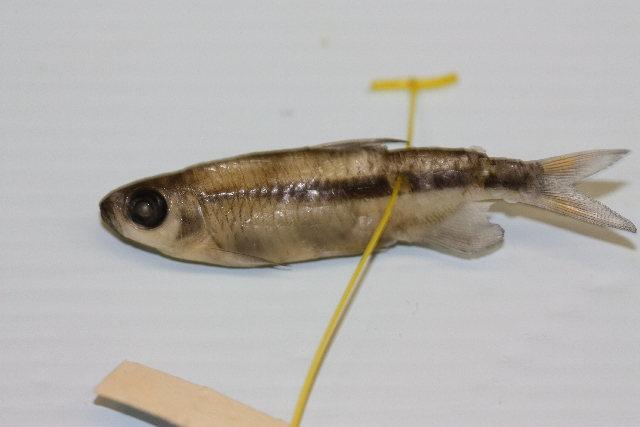